# Bertha von Kröcher

Bertha von Kröcher

Bertha Luise Ida von Kröcher (* 24. Mai 1857 auf Burg Gardelegen (Schloss Isenschnibbe); † 12. März 1922 in Berlin) war eine deutsche Sozialreformerin und Gründerin der Vereinigung Konservativer Frauen (VKF).

## Leben
Bertha von Kröcher war eine Tochter des Landrats und Politikers Friedrich Wilhelm von Kröcher und der Bertha von Gerlach. Sie wuchs bei ihrer Tante Luise Kirch, Pfarrerswitwe und Stiftsdame, auf. 
Sie war Mitbegründerin und Vorsitzende des 1885 gegründeten „Kapellenvereins“, Mitbegründerin und Vorsitzende der „Vereinigung Konservativer Frauen“ (VKF), Wegbereiterin evangelischer Frauen- und SozialarbeiterInnenausbildung, Mitglied im Deutsch-Evangelischen Frauenbund (DEFB).